# Lux Junge Kirche

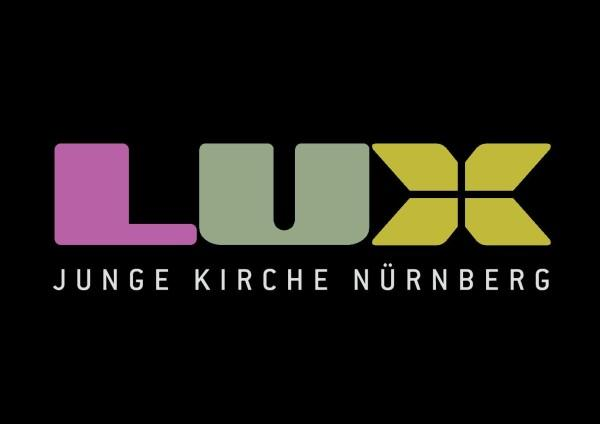
Logo der Kirche

Lux Junge Kirche in Nürnberg ist die erste evangelische Jugendkirche in Bayern. Sie ist eine Einrichtung der Evangelisch-Lutherischen Kirche in Bayern und wurde am 29. November 2009 nach einem zweijährigen Umbau der St.-Lukas-Kirche in Nürnberg beim Nordostbahnhof eröffnet.

## Ziele
Der Zweck entspricht der deutschlandweit entwickelten Idee Jugendkirche. Jugendliche und junge Erwachsene im Alter zwischen 15 und 27 Jahren sollen die Kirche nicht als „Konsumenten“ wahrnehmen, sondern die Möglichkeit haben, ihre eigenen Ideen einzubringen. Sie können nicht nur Gottesdienste mitgestalten, sondern auch den Kirchenraum so gestalten, wie es ihren ästhetischen Vorstellungen entspricht.
„Haltestelle Lux – Hier kannst Du Dich erleben“ ist das pädagogische Konzept und soll Jugendlichen die Möglichkeit geben, sich selbst kennenzulernen und zu sehen, welche Fähigkeiten sie besitzen. Es werden Gruppen angeboten, in denen die Jugendlichen ihre Fähigkeiten testen und ihre Ideen umsetzen können.
Dazu gehören Gottesdienste, Veranstaltungen, Gospelchor, Bands, Theater, Technik, Gastronomie, 18plus-Team, U18-Team, Ordnerdienst und Tanzworkshop.
Derzeit arbeiten über 100 ehrenamtliche Jugendliche und junge Erwachsene mit. Seit 2010 unterstützt der Förderverein Lux Freunde Nürnberg die Arbeit der Jugendkirche.

## Geschichte
Am 23. April 2010 hat das Café Lux-Box eröffnet als Treffpunkt für Jugendliche und junge Erwachsene. Es finden auch in regelmäßigen Abständen Veranstaltungen wie Unplugged-Konzerte und Vorlesungen statt. Die Lux-Box wird fast vollständig von Jugendlichen betrieben.
Am 19. November 2010 fand bei Lux das DOSTI-Benefiz-Festival statt, unter anderem mit den Bands Killerpilze, Mr. Irish Bastard und Green Frog Feet.
Am 8. April 2011 spielte die Münchener Band Jamaram in Lux vor 850 Zuschauern.

## Gebäudenutzung
Das umgebaute Kirchengebäude von Lux ist häufig Schauplatz größerer Veranstaltungen der Bayerischen Landeskirche und wird auch von Firmen und Medien als Veranstaltungs- bzw. Drehort genutzt. So veranstaltete der Bayerische Rundfunk am 28. Juli 2011 ein Studiogespräch zwischen dem damaligen Landesbischof Johannes Friedrich und seinem designierten Nachfolger Heinrich Bedford-Strohm.
Die Videoaufnahmen zum Musikvideo Hallelujah von Axel Rudi Pell fanden ebenfalls im Kirchenraum von Lux statt.